# 代尔纳克耶特
代尔纳克耶特（法語：Dernacueillette，法語發音：[dɛʁnakœjɛt] ⓘ）是法国奥德省的一个市镇，属于卡尔卡松区。

## 地理
代尔纳克耶特（42°55'42"N, 2°35'52"E）面积7.75 平方千米，位于法国奧克西塔尼大區奥德省，该省份为法国南部沿海省份，北起塔恩省，西北接上加龙省，西接阿列日省，南至东比利牛斯省，东临地中海，东北与埃罗省接壤。
与代尔纳克耶特接壤的市镇（或旧市镇、城区）包括：达沃让、拉罗克德法、迈松、马萨克、蒙加亚尔。

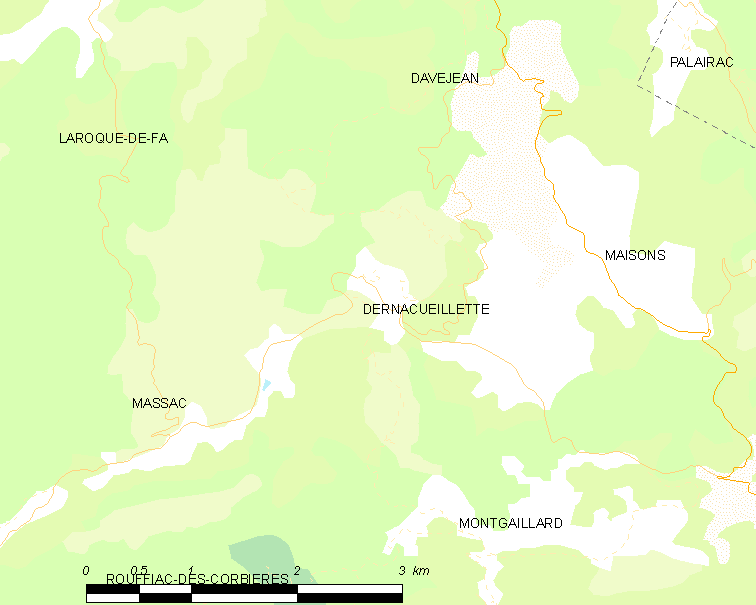
代尔纳克耶特的OSM定位图

代尔纳克耶特的时区为UTC+01:00、UTC+02:00（夏令时）。

## 行政
代尔纳克耶特的邮政编码为11330，INSEE市镇编码为11118。

## 政治
代尔纳克耶特所属的省级选区为莱科比耶尔县。

## 人口

1962-2008年间代尔纳克耶特人口变化图示

代尔纳克耶特于2022年1月1日时的人口数量为44人。